# Ginban Kaleidoscope
A Ginban Kaleidoscope (銀盤 カレイドスコープ, ’Jégpálya Kaleidoszkóp’) regényét Kaibara Rei írta és Szuzuhira Hiro illusztrálta. A manga átdolgozást szintén Kaibara Rei írta de Haszegava Dzsun illusztrálta. A regény első részének anime átdolgozását először 2005. október 8-tól december 24-ig hetente vetítették a TV Tokyo-n. A Ginban megnyerte a második, 2002-ben rendezett, "Super Dash Novel Rookie of the Year Award" fődíját.

## Történet
A történet Szakurano Tazusza, japán olimpiai műkorcsolya-jelöltről, és Pete Pumps, egy kanadai műrepülő pilótáról szól. Montréalban Tazusza elesett a Tripla Lutz ugrása közben és elveszti az eszméletét. Ugyanakkor, Pete kaszkadőr mutatványa közben műszaki hiba miatt lezuhan, s a balesetben életét veszti. Viszont Pete nem lépheti át a mennyország kapuját további 100 napig, így akarata ellenére megszállja Tazuszat.

## Szereplők
Szakurano Tazusza (桜野タズサ; Hepburn: Sakurano Tazusa)
- Szinkronhangja: Kavaszumi Ajako (japán); Rizelle Santos (angol)

Japán műkorcsolyázó és olimpiai jelölt. Önfejű és nagy szája van. A versenyeken általában balszerencséje van és mindig esik egy ugrás közben. Mikor megtudta, hogy Pete szelleme lakik benne, megpróbálkozott ördögűzéssel, és még sok más dologgal, hogy kiűzze a szellemet a testéből, de bele kellett törődnie, hogy ezt a 100 napot ki kell vele bírnia. Mivel csak ő hallja Petet sokszor alakulnak ki vicces jelenetek, mert a jelenlévők nem tudják, hogy kivel vitatkozik. Saját magát "10 milliárd dollár értékű szépségnek" tartja, és el akar jutni a torinói téli olimpiára. Pete sokban segíti őt, de (Tazusza szerint) sokszor hátráltatja. Mikor meg akarja büntetni a fiút Tazusza beveti a "titkos fegyvert": a paradicsomot. A történet közben egy romantikus vonzalom alakul ki köztük. (Kor: 16 év)
Pete Pumps (ピート・パンプス; Hepburn: Piito Panpusu)
- Szinkronhangja: Josino Hirojuki (japán); David Lee Mckinney (angol)

Kanadai műrepülő pilóta, aki egy műszaki hiba miatt meghalt az egyik előadásán. Mivel a mennyország épp elfoglalt 100 napot Tazusza testében kell töltenie. Mindent érez amit a lány csinál, ezért érzi azt is amikor Tazusza paradicsomot eszik. Mivel ki nem állhatja a paradicsomot, Tazusza sokszor beveti ellene ezt a "kínzást". (Kor: 16 év)
Takasima Júdzsi (高島優司; Hepburn: Takashima Yūji)
- Szinkronhangja: Koszugi Dzsúróta (japán)

Tazusza edzője. Kedes személyiség, Tazuszára és testvérére is szinte apaként vigyáz, akik szüleik válása miatt vele élnek. A történet végén megházasodik.
Szakurano Jóko (桜野ヨーコ; Hepburn: Sakurano Yōko)
- Szinkronhangja: Szaitó Csiva (japán)

Tazusza húga, aki sokkal nyugodtabb természetű. Támogatja Tazuszát, és minden versenyére elmegy, hogy szurkoljon neki. Mikor Pete megszálja nővérét nagyon aggódik érte, hisz nem érti mi lelte a lányt. (Kor: 9 év)
Hondzsó Mika (本城ミカ; Hepburn: Honjō Mika)
- Szinkronhangja: Inoue Marina (japán)

Tazusza barátnője, aki sokszor elszenvedte Pete és Tazusza veszekedését. Amikor Tazusza kiabált, és összetalálkozott vele, Mika mindig magára vette Tazusza szidásait. Ő tervezte a lány minden ruháját, és Jókoval együtt ő is szívből drukkol Tazuszának.
Sitó Kjóko (至藤響子; Hepburn: Shitō Kyōko)
- Szinkronhangja: Murai Kazusza (japán)

Tazusza egyik vetélytársa. Ő jobban ismert a olimpián mint Tazusza. Nyugodt személyiség, nem szeret kockáztatni.
Nitta Kazuja (新田一也; Hepburn: Nitta Kazuya)
- Szinkronhangja: Csiba Issin (japán)

Ő egy riporter, aki a többi médiással ellentétben sokban segíti és támogatja Tazuszát. Szerelmes Tazusza vetélytársába Sitó Kjókoba. Hisz Tazuszában, és a lány olimpiai sikerében.
Ria Garnet Juiltyve (リア・ガーネット・ジュイティエフ; Hepburn: Ria Gānetto Juiteifu)
- Szinkronhangja: Noto Mamiko (japán)

Orosz korcsolyázó, aki fiatal kora ellenére hatalmas tehetség. (Kor: 14)
Dominique Miller (ドミニク・ミラー; Hepburn: Dominiku Mirā)
- Szinkronhangja: Okamoto Maja (japán)

Egy amerikai műkorcsolyázó, és nagyon ellenszenves személyiség. Amikor Tazusza még nem tudott Peteről csak a hangját hallotta először, megillette Dominiquet a "Kiss my ass" beszólással. Dominique szörnyen beszél angolul annak ellenére, hogy amerikai.
Misiro Jukie (三代雪絵; Hepburn: Mishiro Yukie)
- Szinkronhangja: Szuzuki Hiroko (japán)

A Japán Korcsolyázó Szövetség hivatalnoka. Az elején nem lehet tudni, hogy ő valójában jót vagy rosszat akar Tazuszának. A kritikái csípősek, amin Tazusza sokszor fel is kapja a vizet. Később kiderül, hogy régen ő is műkorcsolyázó volt.

## Epizódlista
| #  | Epizód címe | Első japán sugárzás |
| -- | --- | ------------------- |
| 1  | The $10 Billion Beauty 100 Oku Doru no Onna (100億ドルの女; Hepburn: 100 Oku Doru no Onna)                                                      | 2005. október 8.    |
| 2  | Keyword is Tomato Kívádo va Tomato (キーワードはトマト; Hepburn: Kīwādo wa Tomato)                                                              | 2005. október 15.   |
| 3  | Triple Trouble Toripuru Toraburu (トリプル·トラブル; Hepburn: Toripuru Toraburu)                                                                | 2005. október 22.   |
| 4  | Shocking Free Program Kjógaku no Furí Puroguramu (驚愕のフリープログラム; Hepburn: Kyōgaku no Furī Puroguramu)                                  | 2005. október 29.   |
| 5  | On a Date Alone Hitori de Déto (一人でデート; Hepburn: Hitori de Dēto)                                                                          | 2005. november 5.   |
| 6  | Change Csendzsi (チェンジ; Hepburn: Chenji) | 2005. november 12.  |
| 7  | Hikami's Waitress Hjódzsó no Ueitoreszu (氷上のウエイトレス; Hepburn: Hyōjō no Ueitoresu)                                                       | 2005. november 19.  |
| 8  | Break Out, Final Battle With the Press! Maszukomi Szaisú Szenszó, Boppacu! (マスコミ最終戦争、勃発!; Hepburn: Masukomi Saishū Sensō, Boppatsu!) | 2005. november 26.  |
| 9  | Love Triangle Toraianguru Rabu (トライアングル·ラブ; Hepburn: Toraianguru Rabu)                                                                 | 2005. december 3.   |
| 10 | Time Limit Taimu Rimitto (タイムリミット; Hepburn: Taimu Rimitto)                                                                               | 2005. december 10.  |
| 11 | Kiss and Cry Kiszu Ando Kurai (キス·アンド·クライ; Hepburn: Kisu Ando Kurai)                                                                    | 2005. december 17.  |
| 12 | Cinderella Sinderera (シンデレラ; Hepburn: Shinderera)                                                                                          | 2005. december 24.  |

## Megjegyzés/Általános kritika
Maga az alapsztori ismerős lehet, más történetekből, de mégis lehet érezni az animén, hogy részben egyedi szálon fut. Egy 2005-ös animétől sajnos ez a grafika igen gyenge, nincsenek jól kidolgozva a színek, és a hátterekben sincs semmi különleges. A zenék nagyon jól el lettek találva, igazán illenek a műkorcsolyás hangulathoz. Talán a legnagyobb probléma az vele, hogy a 12 rész nem volt elég ahhoz, hogy tökéletesen le tudják zárni a történetet. Egy második évaddal, vagy néhány OVA-val be lehetett volna fejezni az animét, úgy, hogy ne hagyjon maga után kívánni valót. Mégis az anime egy nagyon jól eltalált, a sportanimékhez képest kiemelkedő stílusú, szórakoztató történet.